# Kanton Baïgura et Mondarrain
 Baïgura et Mondarrain  is een kanton van het Franse departement Pyrénées-Atlantiques. Het kanton maakt deel uit van het arrondissement Bayonne en telde 24.685 inwoners in 2018.
Het kanton  werd gevormd ingevolge het decreet van 25  februari 2014 met uitwerking op 22 maart 2015 met Cambo-les-Bains als hoofdplaats.

## Gemeenten
Het kanton Baïgura et Mondarrain omvat de volgende 10 gemeenten: 
- Cambo-les-Bains
- Espelette
- Halsou
- Hasparren
- Itxassou
- Jatxou
- Larressore
- Louhossoa
- Macaye
- Souraïde